# Cova delle uova

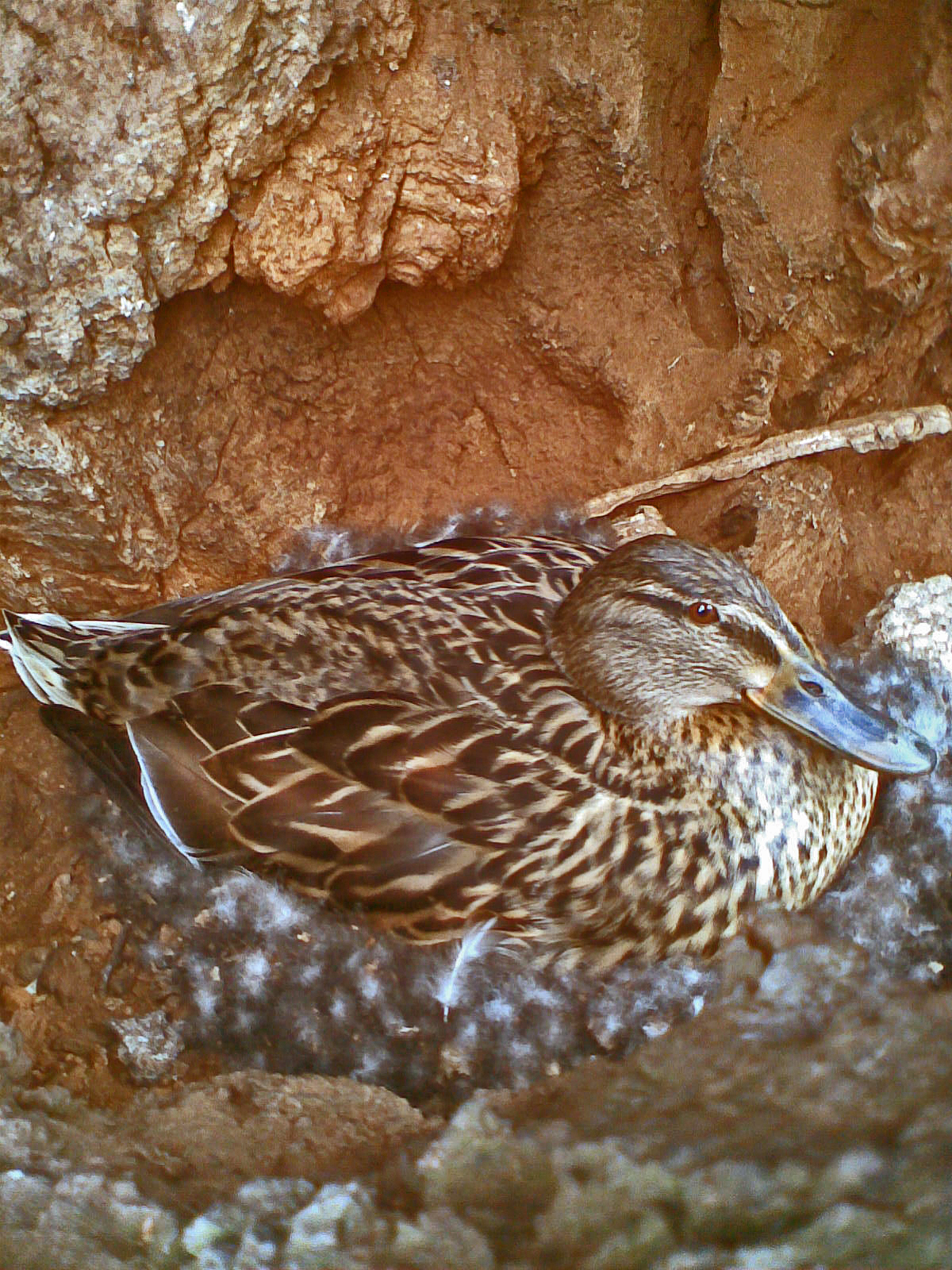
Una femmina di germano reale mentre cova le uova.

La cova delle uova, anche detta semplicemente cova, e altresì nota come incubazione, covatura e covazione, è il processo mediante il quale alcuni animali ovipari (ovvero che depongono le uova) covano le loro uova fino alla loro schiusa. Il termine fa anche riferimento allo sviluppo dell'embrione all'interno dell'uovo. Numerosi e vari fattori sono fondamentali per l'incubazione di varie specie di animali. In molte specie di rettili, ad esempio, l'uovo non deve necessariamente essere mantenuto a temperature specifiche, questo sebbene esse determinino il rapporto tra i sessi della prole. Negli uccelli, al contrario, il sesso della prole è determinato geneticamente, ma in molte specie è necessaria una particolare temperatura costante affinché la cova sia efficiente. In vari casi, così come avviene ad esempio nel pollame, la cova avviene quando la madre si siede sulle uova. L'azione o tendenza comportamentale di sedersi sulle uova è definita covata, e la maggior parte delle razze di pollame che covano sono state sottoposte a una selezione artificiale per aumentare la produzione di carne o uova.

## La cova aviaria
La cova delle uova avviene in molte forme diverse fra gli uccelli. Negli animali a sangue caldo il calore corporeo dal genitore covante fornisce una temperatura costante alle uova, sebbene diversi gruppi di animali come i megapodidi utilizzino invece il calore proveniente da materiali vegetali in decomposizione, generando così un grande mucchio di compost. I Dromas ardeola sfruttano anche il calore del sole. La Pterocles namaqua dei deserti dell'Africa meridionale, che ha bisogno di mantenere le sue uova fresche durante il caldo del giorno, dispiega le ali per tenerle all'ombra. Anche l'umidità esercita un'influenza fondamentale sul processo, perché se l'aria è troppo secca l'uovo disperderà troppa acqua nell'atmosfera, il che può rendere difficile o impossibile la schiusa. Man mano che procede l'incubazione, un uovo diventerà più leggero e il processo di evaporazione aumenterà lo spazio aereo al suo interno.
Fra gli uccelli, la pratica di covare si divide fra il maschio e la femmina in maniera diversa a seconda della specie. Di solito, la covata spetta esclusivamente alla femmina come capita con il canarino e il pettirosso indiano. In altre circostanze la covata viene condivisa con il partner maschile (anche se quest'ultimo dedica in genere meno tempo) come succede ad esempio con i falchi e la gru urlatrice. Nel caso dei Casuarius, invece, il maschio è il solo che si occupa dello sviluppo delle uova. Il corriere di montagna maschio gestisce la prima covata della femmina e se questa procrea nuove uova, toccherà a quest'ultima occuparsi dei piccoli. Alcune specie, come gli hoatzin (soprattutto i maschi), aiutano i genitori nella covata.

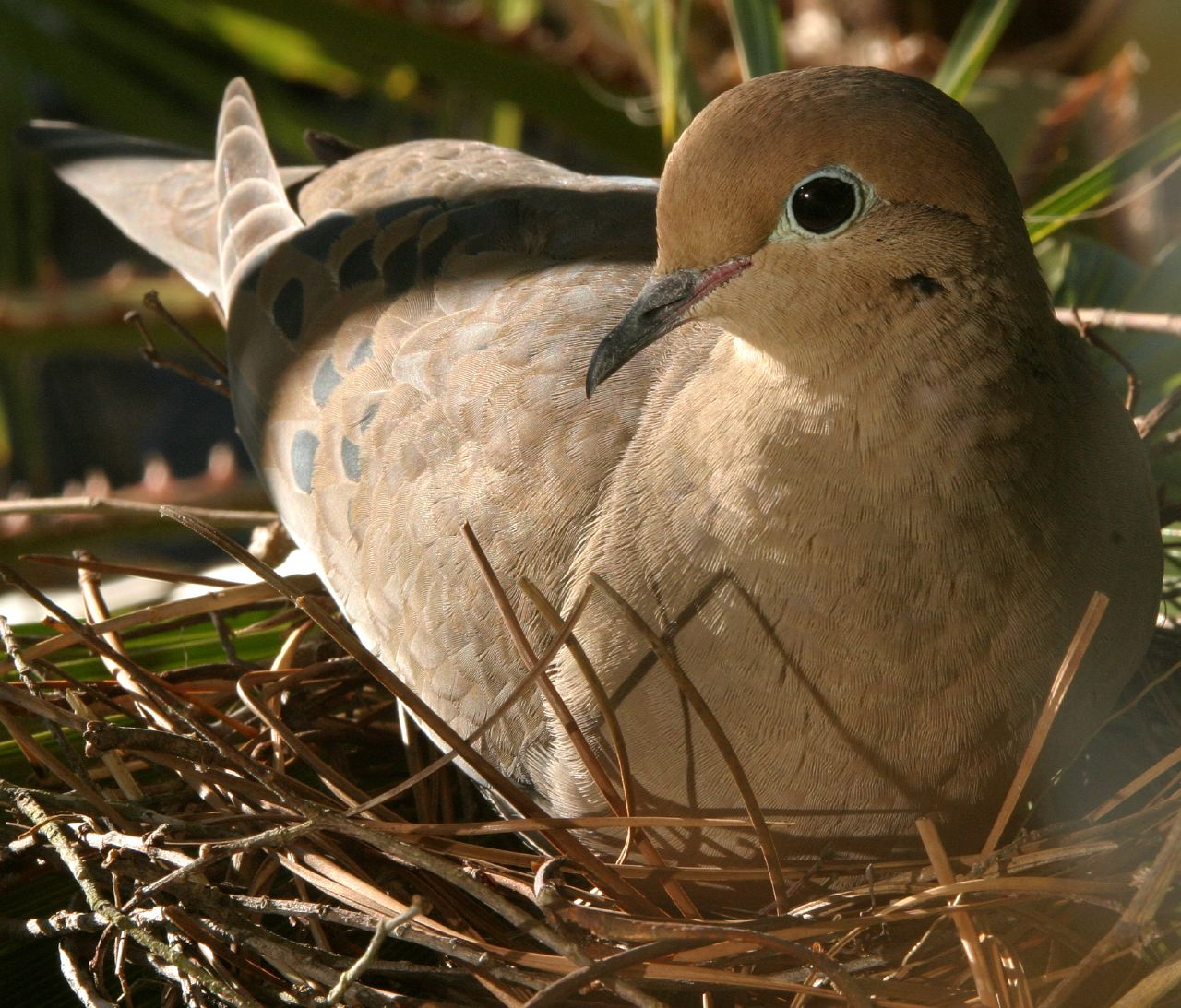
Tortora luttuosa femmina durante la cova

Il periodo di incubazione, ovvero quello che intercorre tra l'inizio dell'incubazione e la nascita dei piccoli, spazia dagli 11 giorni (come nel caso di vari passeriformi di dimensioni ridotte e dei cuculi dal becco nero e giallo) agli 85 giorni (come avviene con l'albatros urlatore e il kiwi). Nel caso di questi ultimi, essendo particolarmente duratura, la cova viene interrotta (il periodo ininterrotto più lungo varia dai 64 ai 67 giorni e vale per esemplari come il pinguino imperatore). Solitamente, gli uccelli più piccoli tendono a schiudersi più rapidamente, ma ci sono eccezioni e gli uccelli che nidificano nelle cavità sono costretti a rimanere sul posto per periodi di tempo più lunghi. Tale processo può prevedere consumi di energia notevoli, come confermano gli albatri adulti che perdono fino a 83 g di peso corporeo al giorno durante il mantenimento delle uova. Le uova dei megapodidi impiegano dai 49 ai 90 giorni a seconda di come è strutturato il tumulo su cui nidificano e della temperatura dell'ambiente circostante, che può influenzare la durata del periodo di incubazione. Secondo una recente scoperta scientifica, i gusci d'uovo hanno una nanostruttura che presenta strati interni ed esterni. La struttura di questo guscio contiene una proteina nota come osteopontina, che si trova anche nei denti e nelle ossa. Stando alla medesima ricerca, gli strati interni del guscio sarebbero più sottili di quelli esterni. Questo perché, durante la covazione, gli embrioni del pollo stanno prendendo le proteine dal guscio rendendo lo scheletro dei pulcini più forte. Sebbene l'uovo venga solitamente covato fuori dal corpo, è stato documentato un caso particolare in cui una gallina avrebbe incubato un uovo all'interno del suo stesso corpo. Il pulcino sarebbe fuoriuscito dal corpo della madre senza il guscio, il che avrebbe procurato alla madre ospitante delle ferite interne che l'avrebbero uccisa.
Lo sviluppo dell'embrione si arresta fino all'inizio dell'incubazione. Le uova appena deposte di gallinacei, struzzi e altre specie possono essere conservate per circa due settimane se mantenute al di sotto dei 5 gradi. In alcuni uccelli marini sono stati osservati periodi di sospensione più lunghi. Alcune specie iniziano l'incubazione con il primo uovo, facendo schiudere i giovani in momenti diversi, altri iniziano dopo la deposizione del secondo uovo, in modo che il terzo pulcino sia più piccolo e più vulnerabile alla carenza di cibo, altri ancora iniziano a incubare quando fuoriesce l'ultimo uovo, facendo così schiudere i neonati contemporaneamente.

## La cova dei mammiferi
Pochissimi mammiferi depongono delle uova. Nel caso dell'ornitorinco, che è forse l'esempio più noto, le uova si formano nell'utero per circa 28 giorni e, una volta uscite, vengono covate per altri 10 giorni (a differenza di un uovo di gallina, che trascorre circa un giorno nel loro corpo e 21 giorni esternamente). Dopo aver deposto le uova, la femmina di ornitorinco si avvolge intorno ad esse. Il periodo di incubazione è diviso in tre fasi. Nella prima, l'embrione non ha organi funzionali e fa affidamento sul sacco vitellino per il sostentamento (quest'ultimo verrà in seguito assorbito dai giovani in via di sviluppo). Durante la seconda fase, si vengono a formare le dita delle zampe, mentre nella terza e ultima fase appare nei piccoli il dente dell'uovo. L'unico altro mammifero che depone le uova è l'echidna. 

## La cova dei rettili
I rettili covano le loro uova in modi molto vari a seconda della specie.
Varie specie di tartarughe marine seppelliscono le loro uova sulle spiagge sotto uno strato di sabbia che fornisce sia protezione dai predatori che una temperatura costante per il nido.
I serpenti possono deporre le uova nelle tane comuni, luoghi dove molti esemplari adulti si raggruppano per mantenere calde le uova.
Alligatori e coccodrilli depongono le loro uova in tumuli di vegetazione in decomposizione o le depongono in buchi scavati nel terreno.

## La cova da parte di altri vertebrati

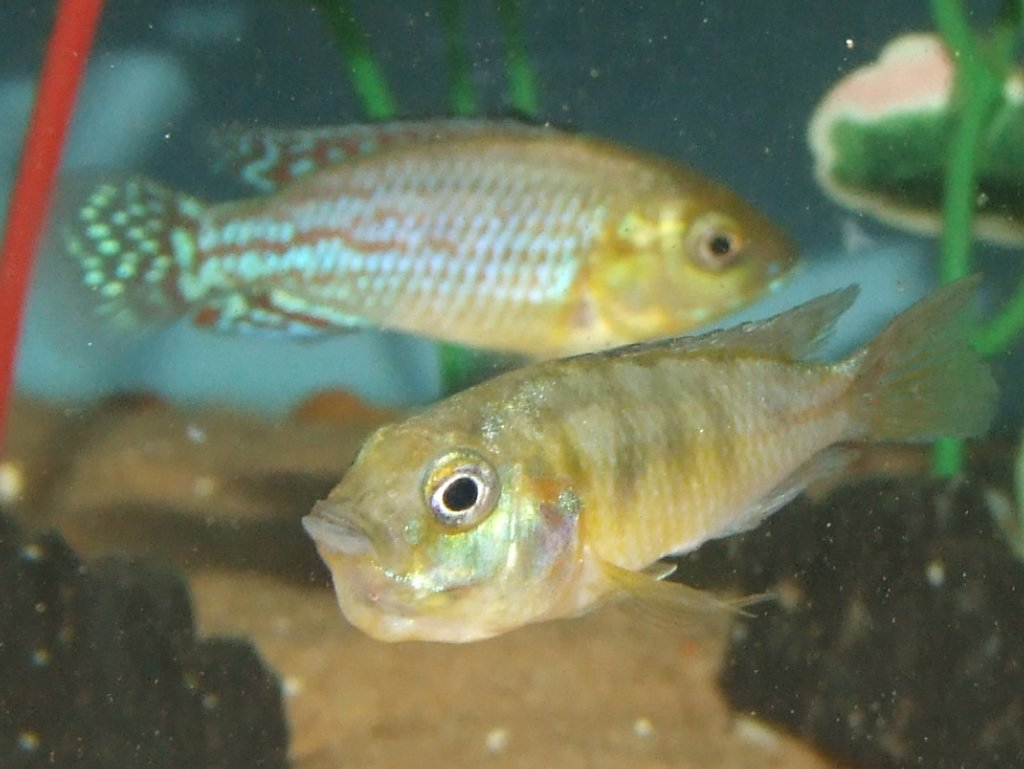
Femmina di Pseudocrenilabrus nicholsi mentre trattiene delle uova in bocca

Sebbene molti pesci non covino le loro uova, i ciclidi incubatori orali conservano le loro uova in bocca fino a quando esse non si schiudono.
Vari anfibi covano le loro uova. Fra questi, la femmina di salamandra Ensatina eschscholtzii si accartoccia attorno alle uova e massaggia ognuna di esse facendo pulsare la gola accanto ad esse. Alcune rane acquatiche, come il Pipa pipa o rospo del Suriname, hanno delle sacche cutanee in cui vengono inserite le uova. Altre rane neotropicali della famiglia delle Hemiphractidae presentano delle "tasche" in cui vengono fatte crescere le uova e, durante la schiusa, a seconda della specie, possono nascere individui già sottoposti a metamorfosi oppure dei girini. L'esemplare maschio di rana di Darwin porta le uova in bocca fino alla metamorfosi, mentre la femmina dell'estinta Rheobatrachus australiana ingoiava le uova che si sviluppavano nello stomaco.

## La cova degli invertebrati
La cova si verifica in alcuni invertebrati quando le uova fecondate vengono trattenute all'interno o sulla pelle del genitore, che è di solito quella della madre. Questo accade in alcuni cnidari (anemoni di mare e coralli), alcuni chitoni, alcuni molluschi gasteropodi, alcuni cefalopodi, alcuni molluschi bivalvi, molti artropodi, alcuni endoprocti, alcuni brachiopodi, alcuni briozoi e alcune stelle marine.